# Plaza Italia (Lima)
La plaza Italia es un antiguo espacio público en el Cercado de Lima (Lima, Perú). Se ubica en el sector de los Barrios Altos, a la altura de la cuadra 7 del jirón Huanta, entre los jirones Junín y Huallaga. Es una de las primeras plazas públicas de la ciudad de Lima y sirve como uno de los principales puntos de conexión entre esta zona con el resto del casco histórico de la ciudad.

## Historia
Su trazado data desde los inicios de la fundación de Lima, a mediados del siglo XVI, pero se encuentra fuera del damero de Pizarro. Históricamente es la segunda plaza trazada por los españoles en Lima durante la Colonia. La primera fue la Plaza de Armas. Se encargaba de enlazar el barrio de Santa Ana a este último. Justamente fue conocida como plaza Santa Ana en relación a la iglesia del mismo nombre situada frente a la plaza. Contigua a la iglesia se ubicaba también el Hospital Santa Ana de los Naturales o Nuestra Señora de Santa Ana, el hospital más antiguo de Lima  fundado en 1549 por el primer arzobispo del Perú y de América, Jerónimo de Loayza y donde sólo se permitía la atención para la población indígena. Este hospital en el año 1924 fue trasladado por completo (personal y equipos) a su nuevo local en la Avenida Alfonso Ugarte con el nombre de Hospital de mujeres Arzobispo Loayza, actualmente llamado Hospital Nacional Arzobispo Loayza. 
Con la construcción del barrio o reducto del Cercado de Indias, posteriormente conocido como Santiago del Cercado, se trazan una serie de calles que darían origen a los Barrios Altos actuales. La plaza de Santa Ana formaba el punto neurálgico del este de la ciudad durante la época de la Colonia.
Don José de San Martín, en 1821, declara la Independencia del Perú en esta plaza; anteriormente lo había hecho en la Plaza de Armas y la plazuela de La Merced. A mediados del siglo XIX, en sus alrededores, se establece el barrio italiano más grande de la ciudad destacando entre ellas la Quinta Carbone y la Quinta Baselli. En honor a uno de sus más grandes vecinos, el naturalista italiano Antonio Raimondi, se le cambia de nombre a Plaza Italia tras la inauguración del monumento.
A finales de los años 1990 la plaza fue remodelada enrejada para protegerla.

## Alrededores
En sus alrededores encontramos los siguientes edificios:
- Las iglesias de Santa Ana y San José.
- Dos antiguos cines (sin funcionamiento): Una sala de estrenos, el Pizarro, y un cine de barrio, el Unión.
- El Centro Educativo Estatal Nº 1168 Héroes del Cenepa.
- La sede de la División de Investigación Criminal "Centro" de la DIRINCRI-PNP (que ocupa la parte que queda del antiguo edificio que, hasta junio de 1961, ocupara el viejo Ministerio de Gobierno y Policía).
- El Museo Policial del Perú (que ocupa el edificio que, en los años 1940, ocupara la antigua Dirección de Administración de Policía y que, hasta fines de los años 1990, fuera sede de la Dirección de Inteligencia de la Policía Nacional del Perú).
- La Comisaría de San Andrés (antigua 2.ª Comisaría de la Guardia Civil del Perú).
- A sólo una cuadra, la casona 'El Buque', la famosa Piedra Horadada y la Casa de la Moneda.
- A dos cuadras, el Palacio del Congreso, el Mercado Central y el Barrio Chino.

## Curiosidades
- Fue una de las cuatro plazas donde se declaró la Independencia del Perú.
- Donde actualmente se ubica la IE Héroes del Cenepa, se encontraba el palacio del Ministerio de Gobierno y Policía, pero un siglo atrás (s. XIX) funcionaba el primer local de la actual Facultad de Medicina San Fernando de la Universidad Nacional Mayor de San Marcos (el que se trasladó tres cuadras más al sur, en el Jardín Botánico).